# قرار مجلس الأمن التابع للأمم المتحدة رقم 1399
قرار مجلس الأمن التابع للأمم المتحدة رقم 1399، المتخذ بالإجماع في 19 آذار / مارس 2002. بعد التذكير بجميع القرارات السابقة بشأن الحالة في جمهورية الكونغو الديمقراطية، أدان المجلس استيلاء المتمردين على بلدة موليرو وأنشطة أخرى قام بها التجمع من أجل الديمقراطية الكونغولية.
وأشار مجلس الأمن إلى أن الأطراف في اتفاق لوساكا لوقف إطلاق النار احترمت وقف إطلاق النار منذ كانون الثاني / يناير 2001، وأن الحوار بين الأطراف الكونغولية عنصر أساسي في عملية السلام. وأدان استئناف القتال حول موليرو واستيلاء التجمع الكونغولي من أجل الديمقراطية - غوما على البلدة باعتباره انتهاكاً جسيماً لوقف إطلاق النار. وشدد المجلس على عدم السماح لأي طرف بتحقيق مكاسب عسكرية خلال عملية السلام. وطالب بأن ينسحب التجمع الكونغولي من أجل الديمقراطية على الفور من موليرو وبويتو وأن تنسحب جميع الأطراف الأخرى إلى المواقع الدفاعية التي دعت إليها خطط هراري الفرعية لفض الاشتباك.
وفي إشارة إلى ضرورة تجريد كيسنغاني من السلاح، ذكَّر القرار جميع الأطراف بالامتثال لاتفاق وقف إطلاق النار، ودعا رواندا إلى استخدام نفوذها لضمان تنفيذ التجمع الكونغولي للقرار الحالي. ورحب بنشر بعثة الأمم المتحدة في جمهورية الكونغو الديمقراطية في البلدتين اللتين تم الاستيلاء عليهما وطلب من جميع الأطراف التعاون معها. وحث الأطراف في اتفاق وقف إطلاق النار على الامتناع عن القيام بعمل عسكري أثناء الحوار بين الأطراف الكونغولية، وحث حكومة جمهورية الكونغو الديمقراطية على استئناف مشاركتها في الحوار.
وردا على ذلك، قال التجمع الكونغولي من أجل الديمقراطية إنه يرحب بالقرار وتعهد بتسليم البلدات للبعثة. في اليوم التالي استأنفت الحكومة الكونغولية مشاركتها في المحادثات.

## روابط خارجية
- نص القرار في undocs.org